# 魯興
魯興（526年正月—八月）或作普興，是北魏時期河北起事領導鮮于脩禮的年号，共計八個月。

## 紀年對照表
| 魯興 | 元年  |
| ---- | ----- |
| 西元 | 528年 |
| 干支 | 丙午  |

## 同期存在的其他政權年號
- 中國
  - 普通（520年－527年）：南朝梁—梁武帝蕭衍之年號
  - 孝昌（525年－528年）：北魏—魏孝明帝元詡耳之年號
  - 天建（524年－527年）：北魏時期領導莫折念生之年號
  - 神嘉（525年－535年）：北魏時期領導劉蠡升之年號
  - 甘露（526年－530年）：高昌—麴光之年號

## 深入閱讀
- 李崇智. . 北京: 中華書局. 2004年12月. ISBN 7101025129.

| 前一年號： -- | 北朝年號 | 下一年號： 廣安 |